# La corte di re Artù
La corte di re Artù (A Connecticut Yankee in King Arthur's Court) è un film del 1949 diretto da Tay Garnett.
È una commedia a sfondo fantastico e musicale statunitense con Bing Crosby, Rhonda Fleming e Cedric Hardwicke, tratta dal romanzo del 1889 Un americano alla corte di re Artù (A Connecticut Yankee in King Arthur's Court) di Mark Twain. Il film è conosciuto in Italia anche con i titoli Alla corte di re Artù e Un americano alla corte di re Artù.

## Trama
Inghilterra, 1912. Hank Martin, un meccanico americano, è in visita al castello di Pendragon, aperto al pubblico, quando si imbatte in Lord Pendragon e gli racconta la storia di quando, diversi anni addietro, era svenuto a seguito di un colpo alla testa e si era risvegliato nell'Inghilterra medievale, nella terra di Re Artù. Il racconto si materializza e la scena si sposta nell'anno 528 d.C.. Qui Hank intreccia una storia d'amore con Alisande la Carteloise e fa amicizia con Sir Sagramore, uomo di corte che prima lo cattura e poi lo porta di fronte al re. Tuttavia, grazie e alle sue conoscenze di uomo del XX secolo, Hank viene ben presto visto di buon occhio da diversi importanti membri del reame, compreso il sovrano. Ciò provoca però anche le invidie del mago Merlino e di Morgan le Fay.
Mentre Hank convince re Artù a visitare, in incognito, le zone povere del suo regno affinché si renda conto della effettiva povertà e delle condizioni misere di buona parte dei suoi sudditi e metta mano a profonde riforme sociali, Merlino e Morgan complottano per usurpare il suo trono, ma Hank sfrutta a suo vantaggio una eclissi solare per dimostrare i suoi poteri magici. Merlino rapisce quindi Alisande per attrarre a sé Hank ed eliminarlo una volta per tutte. Quando Hank cerca di fermarlo, viene colpito di nuovo alla testa. La scena si sposta di nuovo al 1912 nel castello di Pendragon. Dopo aver terminato il suo racconto, Hank lascia Lord Pendragon e scende nel cortile del castello dove, con sua enorme sorpresa, si imbatte nella nipote di Pendragon, una ragazza sosia di Alisande.

## Produzione
Il film, diretto da Tay Garnett su una sceneggiatura di Edmund Beloin tratta dal romanzo di Mark Twain, fu prodotto da Robert Fellows per la Paramount Pictures e girato nei Paramount Studios a Hollywood, Los Angeles, in California con un budget stimato in 3 milioni di dollari.

## Colonna sonora
- If You Stub Your Toe on the Moon - musica di Jimmy Van Heusen, testi di Johnny Burke, cantata da Bing Crosby e dai bambini del coro
- When Is Sometime? - musica di Jimmy Van Heusen, testi di Johnny Burke, cantata da Rhonda Fleming
- Once and for Always - musica di Jimmy Van Heusen, testi di Johnny Burke, cantata da Bing Crosby e Rhonda Fleming
- Busy Doing Nothing - musica di Jimmy Van Heusen, testi di Johnny Burke, cantata da Bing Crosby, William Bendix e Cedric Hardwicke

## Distribuzione
Il film fu distribuito con il titolo A Connecticut Yankee in King Arthur's Court negli Stati Uniti dal 22 aprile 1949 (première a New York il 7 aprile 1949) al cinema dalla Paramount Pictures.
Altre distribuzioni:
- in Svezia il 30 maggio 1949 (En yankee vid kung Arthurs hov)
- in Francia il 16 dicembre 1949 (Un Yankee à la cour du roi Arthur)
- in Finlandia il 17 marzo 1950 (Jenkki kuningas Arthurin hovissa)
- in Portogallo il 21 aprile 1950 (Na Corte do Rei Artur)
- in Danimarca il 27 giugno 1950 (Yankee-ridderen)
- in Giappone il 28 aprile 1951
- in Germania Ovest il 12 maggio 1988 (Ein Yankee aus Connecticut an König Arthurs Hof e Ritter Hank, der Schrecken der Tafelrunde, in TV)
- in Brasile (Na Corte do Rei Artur)
- in Belgio (Un Yankee à la cour du roi Arthur e Een Yankee van het hof van Koning Arthur)
- nel Regno Unito (A Yankee in King Arthur's Court)
- in Ungheria (Egy jenki Artúr király udvarában)
- in Grecia (Enas Giankis stin avli tou vasilia Arthourou)
- in Polonia (Jankes na dworze Króla Artura)
- in Spagna (Un yanqui en la corte del rey Arturo)
- in Italia (La corte di re Artù)

## Critica
Secondo Fantafilm il film è considerato una versione minore rispetto a Un americano alla corte di re Artù del 1931 ma può vantare un'ottima scenografia, uno sfavillante Technicolor, buoni (per l'epoca) effetti speciali (si menziona la scena dell'eclissi solare, ripresa dal vero) e una certa disinvoltura del regista che non si lascia prendere troppo la mano in intenti di stampo ideologico o finanche propagandistico (all'uscita della pellicola gli Stati Uniti erano appena usciti vincitori dal conflitto mondiale) nel mettere a confronto la cultura nordamericana con la cultura europea repressa dai vecchi regimi. L'idea del viaggio nel tempo, infine, resta soltanto uno strumento per rappresentare paesaggi e situazioni romanticheggianti ormai non più esistenti e il film stesso è imperniato principalmente sull'intrattenimento puro.
Il paragone tra l'adattamento del 1931 e questo del 1949 risulterebbe tuttavia "improponibile" vista la natura di quest'ultimo, un musical leggero senza toni cupi e molto più orientato alla commedia. Secondo Leonard Maltin il film è un "musical spensierato" e una "produzione pittoresca". Secondo il Morandini, il film si pregia di un ottimo adattamento (a cura di Edmund Beloin), di una colonna sonora convincente e briosa e delle interpretazioni all'altezza degli attori, a partire da quella di Crosby. Morandini segnala inoltre la scena dell'interpretazione canora del brano Busy Doing Nothing (cantato da Crosby insieme a Bendix e a Cedric Hardwicke).

## Promozione
La tagline è: "Its laughter will ring through the centuries!".